# Craig Parker
Craig Parker (ur. 12 listopada 1970 w Suvie na wyspie Viti Levu) – nowozelandzki aktor filmowy, telewizyjny, sceniczny i głosowy. Występował w roli Haldira w dwóch odsłonach filmowej trylogii Petera Jacksona Władca Pierścieni (2001, 2002), a także w serialach telewizyjnych: Shortland Street (1992–2008), Klinika Mercy Peak (2001–2002), Miecz prawdy (2008–2010), Spartakus (2010−2012) oraz Nastoletnia Maria Stuart (2014–2017).

## Życiorys
Urodził się w Suva, stolicy wyspy Fidżi. Jego pochodzący z Edynburga dziadek przeprowadził się na Fidżi po tym, jak stacjonował tam jako żołnierz (był członkiem Armii Brytyjskiej). Parker posiada korzenie szkockie, walijskie, duńskie, kornwalijskie i angielskie. Jest synem pilota wojskowego Barry’ego Parkera oraz nauczycielki Robin Parker. Ma starszą siostrę i starszego brata Davida. Absolwent paryskiej szkoły kulinarnej.
Jako aktor telewizyjny debiutował w 1987 roku, kiedy obsadzono go w roli Justina Griega w serialu stacji TVNZ Gloss. Dwa lata później zaangażowano go do prac nad telewizyjnym filmem przygodowym, Hotshotz. Po gościnnym występie w miniserialu Stukostrachy (The Tommyknockers, 1993), adaptującym prozę Stephena Kinga, stale pojawiał się jako pracownik socjalny Guy Warner w telenoweli Shortland Street (1992, 1993–1996), a następnie gościł jako Seth w operze mydlanej City Life (1996). W dramacie wojennym Dziewczyna żołnierza (A Soldier's Sweetheart, 1998) zagrał młodego żołnierza. Pojawiał się jako Lucius w serialu fantasy Młody Herkules (Young Hercules, 1998), a także jako Bellerophon, Cleades i Sarpedon w podobnej tematycznie produkcji, Xena: Wojownicza księżniczka (Xena: Warrior Princess, 1997–2001). W 2001 premierę miały dwa filmy z udziałem Parkera: horror Nikt cię nie usłyszy (No One Can Hear You) w reżyserii Johna Lainga oraz blockbuster Petera Jacksona Władca Pierścieni: Drużyna Pierścienia (The Lord of the Rings: The Fellowship of the Ring). W drugim z tych projektów aktor zagrał Haldira, elfa z Lothlórien. Dzięki udziałowi w kasowym przeboju Jacksona zyskał międzynarodową sławę. W latach 2001−2002 występował jako Alistair Kingsley w serialu obyczajowym Klinika Mercy Peak (Mercy Peak), nadawanym przez TV One. Za tę rolę nominowano go do nagrody przyznawanej podczas gali New Zealand Film and TV Awards.
W sequelu Władca Pierścieni: Dwie wieże (The Lord of the Rings: The Two Towers, 2002) ponownie stworzył kreację wojowniczego elfa. Jackson współpracował z Parkerem jeszcze przy realizacji Powrotu króla (The Lord of the Rings: The Return of the King), choć tym razem powierzył aktorowi rolę głosową. Na przestrzeni 2003 roku Parker podkładał głos pod postaci serialu Power Rangers Ninja Storm, nadawanego przez ABC Family. Wiosną 2007 ponownie zatrudniono go do pracy nad telenowelą Shortland Street; do kwietnia 2008 Parker zagrał w blisko sześćdziesięciu odcinkach tego serialu.
W horrorze akcji Underworld: Bunt lykanów (Underworld: Rise of the Lycans) grał niewolnika, Sabasa. Sukcesem okazały się jego role w serialach: Diplomatic Immunity produkcji TVNZ (2009) oraz Miecz prawdy (Legend of the Seeker, 2008−2010) ABC Studios. W pierwszym z nich występował jako ambitny Leighton Mills, w drugim jako antagonista Darken Rahl. Jego rolę kapitana Franka Worsleya w filmie przygodowym Shackleton's Captain z 2012 roku nominowano do nagrody General TV podczas corocznej gali New Zealand Film and TV Awards. W latach 2010−2012 grał generała Gajusza Klaudiusza Glabera w przebojowym serialu Starz Spartakus (Spartacus). Glaber był bohaterem sezonów o podtytułach Krew i piach oraz Zemsta. Gościł w serialu sensacyjnym Agenci NCIS: Los Angeles (NCIS: Los Angeles, 2013). Pojawiał się jako atrakcyjny manipulant Stéphane Narcisse w serialu The CW Nastoletnia Maria Stuart (Reign, 2014–2017).
Występuje na scenach teatralnych. Grał Malkolma w adaptacji Makbeta (1991), Konstantego w Mewie (1994), Katuriana w The Pillowman (2007). Pełnił rolę narratora kultowego musicalu o tematyce LGBT, The Rocky Horror Show (2002–2003).
Jest pokerzystą. Brał udział w programie australijskiej telewizji Network Ten, Joker Poker. Ma sto siedemdziesiąt osiem centymetrów wzrostu. Posiada certyfikat Advanced Open Water Diver, przyznawany osobom, które ukończyły zaawansowany kurs nurkowania. Mieszka w Nowej Zelandii, choć rezydował też w Londynie, Paryżu oraz Los Angeles. Jest osobą otwarcie homoseksualną.

## Filmografia

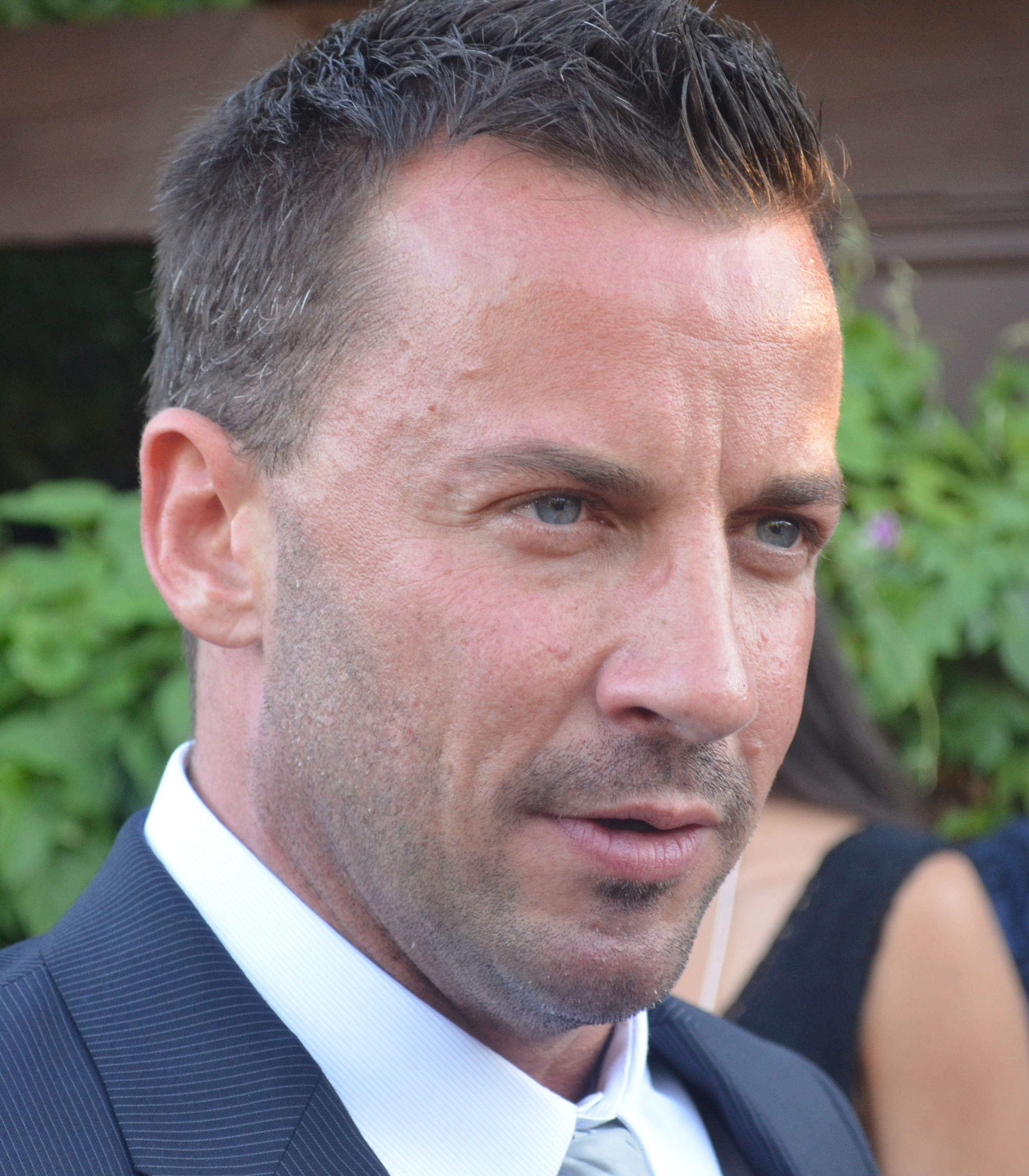
Parker podczas ceremonii wręczenia nagród Saturna w 2012 roku.

### Filmy pełno- i krótkometrażowe; filmy telewizyjne
- 1989: Hotshotz jako Nicholas
- 1998: Dziewczyna żołnierza (A Soldier's Sweetheart) jako żołnierz
- 2001: Nikt cię nie usłyszy (No One Can Hear You) jako Henley
- 2001: Władca Pierścieni: Drużyna Pierścienia (The Lord of the Rings: The Fellowship of the Ring) jako Haldir
- 2002: Władca Pierścieni: Dwie wieże (The Lord of the Rings: The Two Towers) jako Haldir
- 2003: Władca Pierścieni: Powrót króla (The Lord of the Rings: The Return of the King) jako Gothmog/Guritz (głos)
- 2006: Weekend Lovers jako Matt
- 2009: Underworld: Bunt lykanów (Underworld: Rise of the Lycans) jako Sabas
- 2011: Waitangi: What Really Happened jako Freeman
- 2012: Shackleton's Captain jako kapitan Frank Worsley

### Seriale telewizyjne/internetowe; programy telewizyjne
- 1987: Gloss jako Justin Grieg
- 1992, 1993−1996, 2007−2008: Shortland Street jako Guy Warner
- 1993: Stukostrachy (The Tommyknockers) jako student-barman
- 1996: City Life jako Seth
- 1997: 2 People jako prowadzący
- 1998: Młody Herkules (Young Hercules) jako Lucius
- 1997−2001: Xena: Wojownicza księżniczka (Xena: Warrior Princess) jako Bellerophon/Cleades/Sarpedon
- 1999: A Twist in the Tale jako Larry Sharpe
- 2001−2002: Klinika Mercy Peak (Mercy Peak) jako Alistair Kingsley
- 2003: Power Rangers Ninja Storm jako Motodrone/Mad Magnet/Blue Face (głos)
- 2005: Power Rangers S.P.D. jako narrator (głos)
- 2008−2010: Miecz prawdy (Legend of the Seeker) jako Darken Rahl/Walter
- 2009: Diplomatic Immunity jako Leighton Mills
- 2010: Radiradirah jako Prince John
- 2010−2012: Spartakus (Spartacus) jako Gajusz Klaudiusz Glaber
- 2012: Auckland Daze jako Craig
- 2013: Agenci NCIS: Los Angeles (Agenci NCIS: Los Angeles) jako Vasile Comescu
- 2013: Jeździec bez głowy (Sleepy Hollow) jako pułkownik Tarleton
- 2014: Agenci NCIS (NCIS) jako major Richard Huggins
- 2014−2017: Nastoletnia Maria Stuart (Reign) jako Stéphane Narcisse

## Nagrody i wyróżnienia
- 2003, New Zealand Film and TV Awards:
  - nominacja do nagrody przyznawanej za najlepszą drugoplanową rolę telewizyjną (za występ w serialu Klinika Mercy Peak)[7]
- 2003, DVD Exclusive Awards:
  - nominacja do nagrody DVDX w kategorii najlepszy komentarz audio (za komentarz do filmu Władca Pierścieni: Dwie wieże; inni nominowani: Elijah Wood, Sean Astin, John Rhys-Davies, Billy Boyd, Dominic Monaghan, Orlando Bloom, Christopher Lee, Sean Bean, Bernard Hill, Miranda Otto, David Wenham, Brad Dourif, Karl Urban, John Noble, Andy Serkis)[7]
- 2011, New Zealand Film and TV Awards:
  - nominacja do nagrody General TV w kategorii najlepsza rola drugoplanowa (Miecz prawdy)[7]
- 2012, New Zealand Film and TV Awards:
  - nominacja do nagrody General TV w kategorii najlepsza rola pierwszoplanowa (Shackleton's Captain)[7]